# Cena Přístav

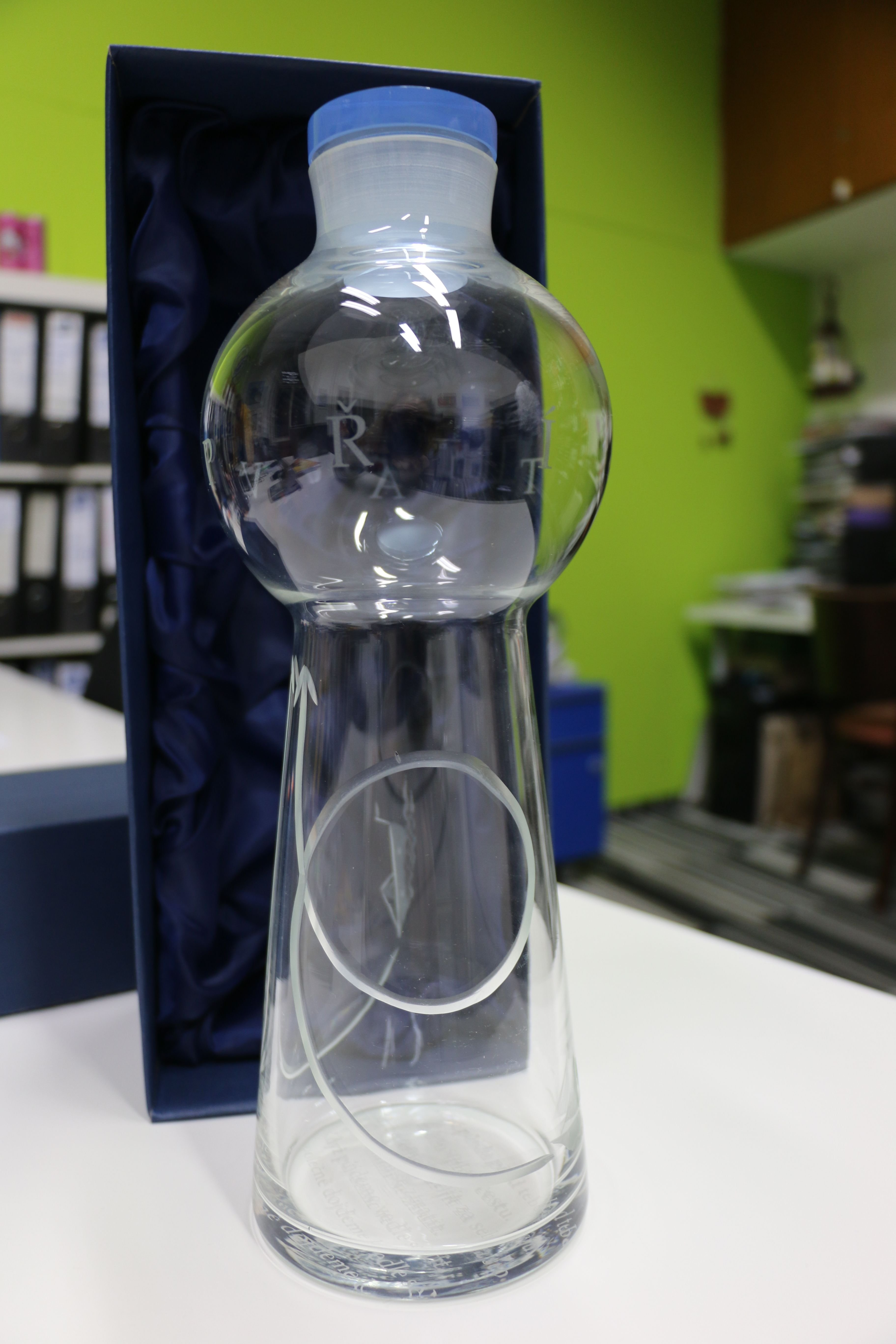
Podoba Ceny Přístav od roku 2015

Cena Přístav je ocenění České rady dětí a mládeže (ČRDM) za podporu mimoškolní práce s dětmi a mládeží. Je udělováno od roku 2002 coby ocenění za významnou podporu mimoškolní činnosti a zásadní přispění k jejímu rozvoji dobrovolným i profesionálním zástupcům veřejné správy a samosprávy, kteří uvedenou funkci vykonávali alespoň po část období od 1. ledna předchozího kalendářního roku, a podnikatelům působícím na místní či regionální úrovni.

## Podoba ceny
Dekorovaní obdrží skleněnou ručně malovanou láhev s motivy vycházejícími z loga České rady dětí a mládeže, tj. lodička na vlnách, vodní svět (ryby, hvězdice, chobotnice, medúzy, rostliny). Co do barevnosti převládají odstíny modré barvy. V láhvi je uloženo poselství tištěné na ručním papíře. Každý jednotlivý kus ocenění je originálem, protože se mezi sebou vzájemně liší detaily zpracování.
K láhvi je zhotovena na míru krabice z barevné vlnité lepenky a každý z laureátů obdrží k ceně i pamětní list. Od roku 2015 je předávána nová podoba ceny. Má moderní design v podobě skleněné, ručně broušené „trosečnické“ láhve.

## Laureáti Ceny Přístav

### 2002
- Ing. Petr Bratský, starosta Prahy 13
- Ing. Miroslav Brýdl, zástupce hejtmana Pardubického kraje
- Ing. Jiří Deml, starosta Kunovic
- Mgr. Pavla Kafková, místostarostka Prahy 1
- Ing. arch. Jan Kasl, primátor hl. města Prahy
- Ing. Roman Sládek, starosta Ivančic
- Miroslav Vaculík, starosta Liptálu

### 2003
- Ing. Vít Beran, starosta městské části Brno – Žebětín
- Petr Halada, starosta Kamýku nad Vltavou
- Ing. Petr Horák, zástupce starosty městské části Praha 5
- Miroslav Kovařík, starosta obce Modrá u Uherského Hradiště
- Ing. Petr Krill, poslanec Parlamentu ČR
- Jan Sopko, starosta Přimdy
- Ing. Martin Štifter, CSc., bývalý starosta města Roztoky

### 2004
- Vilém Antončík, místostarosta Městského obvodu Moravská Ostrava a Přívoz
- Mgr. Pavel Eybert, starosta města Chýnova
- Jan Pijáček, starosta obce Vlčnov
- Ing. Sylva Sládečková, koordinátorka prevence kriminality Obvodního úřadu Ostrava – jih
- Jan Smola, starosta obce Semanín
- Ing. Miroslav Uchytil, starosta města Chlumec nad Cidlinou

### 2005
- Mgr. Zdeněk Brož, starosta města Šumperka
- Ing. Eliška Machačová, CSc., zástupce starosty MČ Praha 22

### 2006
- Bc. Jan Burda, vedoucí oddělení mládeže a sportu odboru školství, mládeže a sportu krajského úřadu kraje Vysočina[1]
- Jiří Čunek, starosta města Vsetín
- Ing. Stanislav Juránek, hejtman Jihomoravského kraje[2]
- Antonín Mikšík, starosta obce Kateřinice[3]
- Mgr. Miroslava Smolíková, vedoucí oddělení dětí, mládeže a tělovýchovy Královéhradeckého krajského úřadu

### 2007
- Mgr. Václav Průcha, vedoucí oddělení mládeže, tělovýchovy a sportu Krajského úřadu Jihočeského kraje
- Miroslav Švestka, starosta obce Červená Voda
- Květoslav Tichavský, místostarosta města Uherské Hradiště
- RNDr. Miloš Vystrčil, hejtman kraje Vysočina

### 2008
- Ing. Marcela Česáková, tajemník MěÚ Nový Bydžov
- Mgr. Petr Gazdík, starosta obce Suchá Loz[4]
- Ing. Bc. Marie Hrdinová, uvolněná členka rady pro školství, mládež, tělovýchovu a zaměstnanost – Krajský úřad Jihočeského kraje
- Mgr. Eva Mücková, starostka města Meziměstí
- Ing. Marek Polák, metodik mládeže a volnočasových aktivit – Odbor školství, mládeže a tělovýchovy Magistrátu města Brna
- Ing. Vladislav Raška, primátor města Děčín
- PaedDr. Miroslav Richter, místostarosta města Rychnov nad Kněžnou v letech 2002 – 2008
- Mgr. Alena Valentová, starostka městské části Brno-Medlánky

#### Mimořádné ocenění Cenou Přístav
- Ing. Eva Bartoňová, 1. náměstkyně ministra školství, mládeže a tělovýchovy
- PhDr. Jan Bělohlávek, bývalý náměstek ministra školství, mládeže a tělovýchovy
- Ing. Zora Dvořáková, bývalá zástupkyně ředitele odboru pro mládež MŠMT
- Eva Hampejsová, dlouholetá pracovnice odboru pro mládež MŠMT
- Mgr. Jindřich Fryč, ředitel odboru mezinárodních vztahů MŠMT a bývalý ředitel odboru pro mládež MŠMT
- PhDr. Lubomír Novotný, pracovník Kanceláře Senátu ČR a bývalý ředitel odboru pro mládež MŠMT
- Prof. PhDr. Jan Sokol, PhD. CSc., proděkan pro zahraniční styky FHS UK a bývalý ministr školství, mládeže a tělovýchovy
- Mgr. Jaroslav Tuček, ředitel odboru pro mládež MŠMT
- Ing. Jana Vohralíková, vrchní ředitelka na Ministerstvu kultury a první předsedkyně ČRDM
- Mgr. Eduard Zeman, manažer ONKOCT EUROPE, o.p.s. a bývalý ministr školství, mládeže a tělovýchovy

### 2009
- Ing. Josef Kula, starosta městyse Okříšky
- Mgr. Milan Naď, starosta městyse Křivoklát[5]
- Ing. Marta Szücsová, vedoucí odboru školství na Magistrátu města Ostravy a členka komise rady městského obvodu Ostrava-Jih pro školství, kulturu, mládež a sport
- Bc. Lukáš Vlček, starosta města Pacova[6]

#### Mimořádné ocenění Cenou Přístav
- Ing. Marie Kousalíková, náměstkyně primátora hl. m. Prahy pro oblast školství, vzdělávání a volného času

### 2010
- Miloslav Čermák, náměstek hejtmana Karlovarského kraje[7]
- Ing. Jiří Klepsa, starosta města Jaroměř[8]
- Ing. Roman Línek, 1. náměstek hejtmana Pardubického kraje[9]
- Mgr. Jaroslav Melša, starosta města Dobříše
- MVDr. Josef Řihák, starosta města Příbram[10]

#### Mimořádné ocenění Cenou Přístav
- MUDr. Pavel Bém, primátor hl. m. Prahy

### 2011

#### Zástupci veřejné správy a samosprávy
- Mgr. Jiří Matušek,  zástupce starosty Městské části Praha 3
- Ing. Ondřej Přenosil, starosta města Brandýs nad Labem-Stará Boleslav
- Tomáš Fúsek, zaměstnanec Městského úřadu Mikulášovice
- Mgr. Stanislav Folwarczný, 1. místostarosta města Český Těšín

#### Zástupci firem
- Gnosis s.r.o., vydávající Učitelské noviny
- E.ON Česká republika, s.r.o.

#### Mimořádné ocenění Cenou Přístav
- Ing. Vlastimil Picek, armádní generál Armády České republiky

### 2012

#### Zástupci veřejné správy a samosprávy
- Ing. Karel Burda, starosta obce Tuchlovice
- Petr Červený, starosta obce Hajnice
- Mgr. Přemysl Hrabě, ředitel odboru školství a zdravotnictví MČ Praha 3
- Mgr. Milan Chvojka, starosta města Nasavrky
- Jiří Novotný, referent (stavební technik) stavebního úřadu města Lovosice

#### Zástupci firem
- HENNLICH s.r.o.

### 2013

#### Zástupci veřejné správy a samosprávy
- PaedDr. Alena Gajdůšková
- Bc. Kateřina Kosková – Krajský úřad Olomouckého kraje, odbor školství, mládeže a tělovýchovy
- Zita Suchánková – ředitelka Středočeského muzea Roztoky u Prahy
- Jiří Plšek – starosta obce Dolany u Jaroměře
- Mgr. Táňa Šormová – Královéhradecký kraj, radní za oblast školství
- Mgr. Petra Šilhánová Hajpišlová – vedoucí odboru sociálních věcí a zdravotnictví – Městský úřad Jaroměř
- Ing. Petr Šilar – senátor, zastupitel Pardubického kraje
- Mgr. Renáta Solská – Krajský úřad Moravskoslezského kraje, odbor školství, mládeže a sportu
- JUDr. Vítězslav Krabička – zastupitel města Hodonína

#### Zástupci firem
- SHM, s.r.o. - Šumperk
- Milan Buček - jednatel společnosti Autoexpres CZ s.r.o.

#### Mimořádné ocenění Cenou Přístav
- generálmajor Ing. Miroslav Žižka – první zástupce náčelníka Generálního štábu AČR
- Mgr. Luboš Čuta – specialista mládeže, odd. sportu, volného času a projektů – Magistrát hl.m.Prahy

### 2014
- RNDr. Jiří Horáček - ředitel Odboru regionální přeshraniční spolupráce, Ministerstvo pro místní rozvoj ČR
- Mgr. Miluše Horská - místopředsedkyně Senátu
- Miroslav Maršálek - zastupitel obce Jince
- Mgr. Jiří Mihola Ph.D. - předseda Poslaneckého klubu KDU-ČSL, poslanec PS PČR
- Bc. Věra Mráčková - místostarostka obce Řepice
- Iva Nešvarová - generální ředitelka Hotelu Ibis Old Town Praha
- Ing. Martin Štěpánek PhD - náměstek primátora statutárního města Ostrava – resorty: sociálních věcí, školství, sport a volný čas
- Ing. Martin Vysoký - starosta obce Řepice
- Ing. Josef Žid - referent odboru evropské územní spolupráce, Ministerstvo pro místní rozvoj ČR

### 2015
- Jiří Novák, starosta obce Zliv
- Mgr. Jan Farský - poslanec Parlamentu ČR
- Ing. Karel Pačiska, starosta města Bystřice nad Pernštejnem
- Irena Ungrová, vedoucí kulturního střediska v Jincích
- Mgr. David Šimek, starosta města Svitavy

Zástupci firem
- Geis Parcel CZ s.r.o. [20]